# Тории
То́рии (яп. 鳥居, иногда пишется как 鳥栖 или 鶏栖) — П-образные ворота без створок в синтоистском святилище.

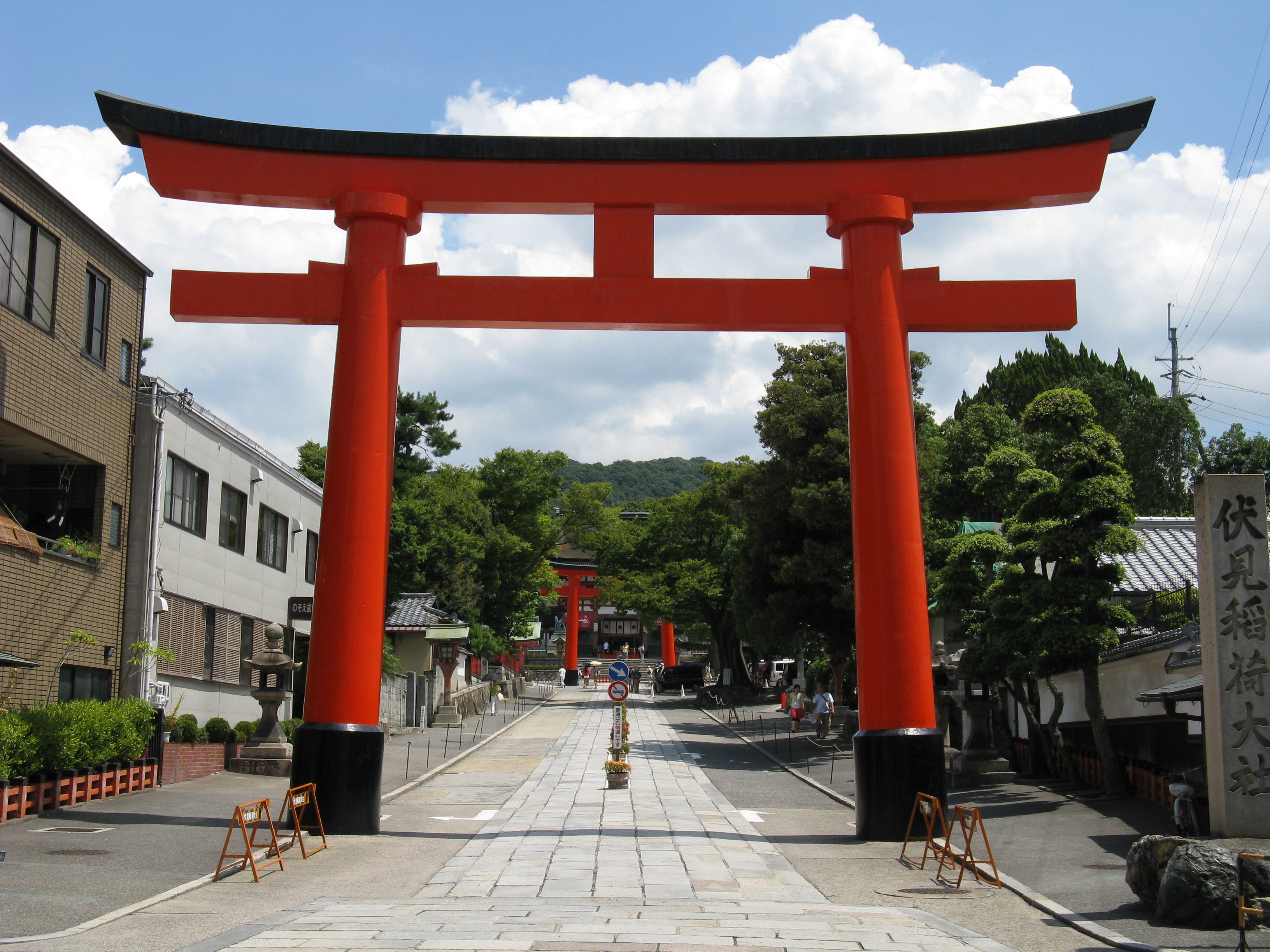
Тории в святилище Фусими-Инари, Киото

По одной из теорий, тории произошли от индийских ритуальных ворот торана, по другой — появились в Японии, развившись из отмечавших священную землю столбов с симэнавой. Первые упоминания о ториях относятся к X веку.
Основа конструкции торий — два вертикальных столба, соединённых двумя горизонтальными перекладинами. Существуют два основных стиля: симмэй-тории имеют простые столбы и прямые перекладины, а мёдзин-тории — столбы на каменном основании и двойную изогнутую верхнюю перекладину.
Тории являются как символом синтоизма, так и Японии в целом. Из-за связи с синто они часто являются условным обозначением синтоистских святилищ.

## Этимология
Иероглифы, которыми записывается слово тории (鳥居), значат «птица» (яп. 鳥 тори) и «быть, находиться» (яп. 居る иру).
По некоторым версиям, слово «тории» происходит от выражения тори-иясу или тори-ита («насест»), по другим — от выражения то:ри-иру («войти, пройдя через что-либо»).
Другие исследователи считают, что слово «тории» происходит от санскритского слова торана (туран) — «ворота» или «арка».

## Расположение и значение

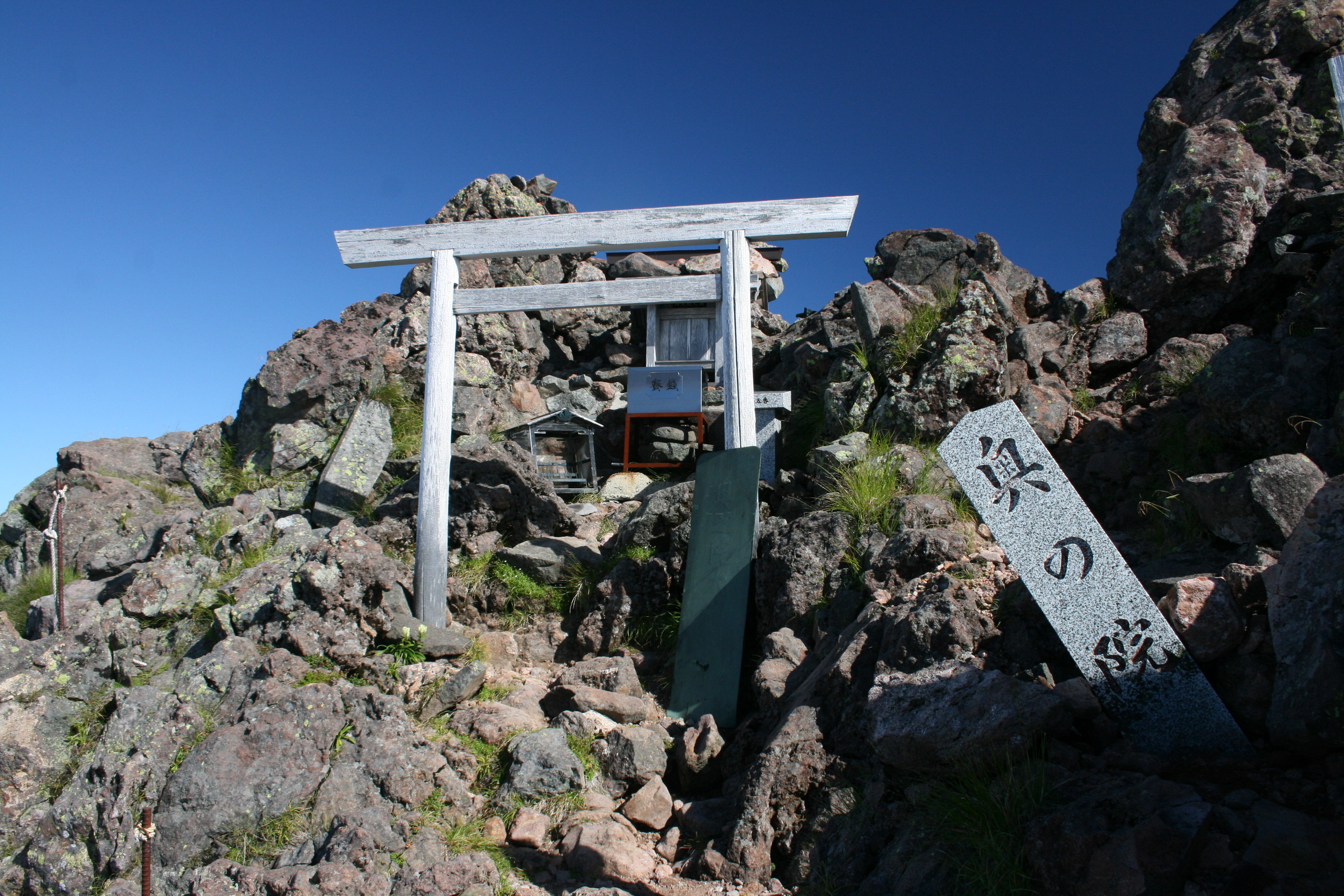
Тории на горе Онтаке

Тории имеются в каждом синтоистском святилище (дзиндзя) и являются их отличительным признаком. Обычно они стоят на пути к святилищу (сандо) и отмечают начало священной территории. Из-за смешения синтоизма и буддизма начиная с XII века тории можно встретить и на территории буддистских храмов, если в их состав входит дзиндзя. В буддистском храме Ситэнно-дзи в Осаке стоят огромные каменные тории, возведённые в 1294 году после того, как сгорели предыдущие деревянные.

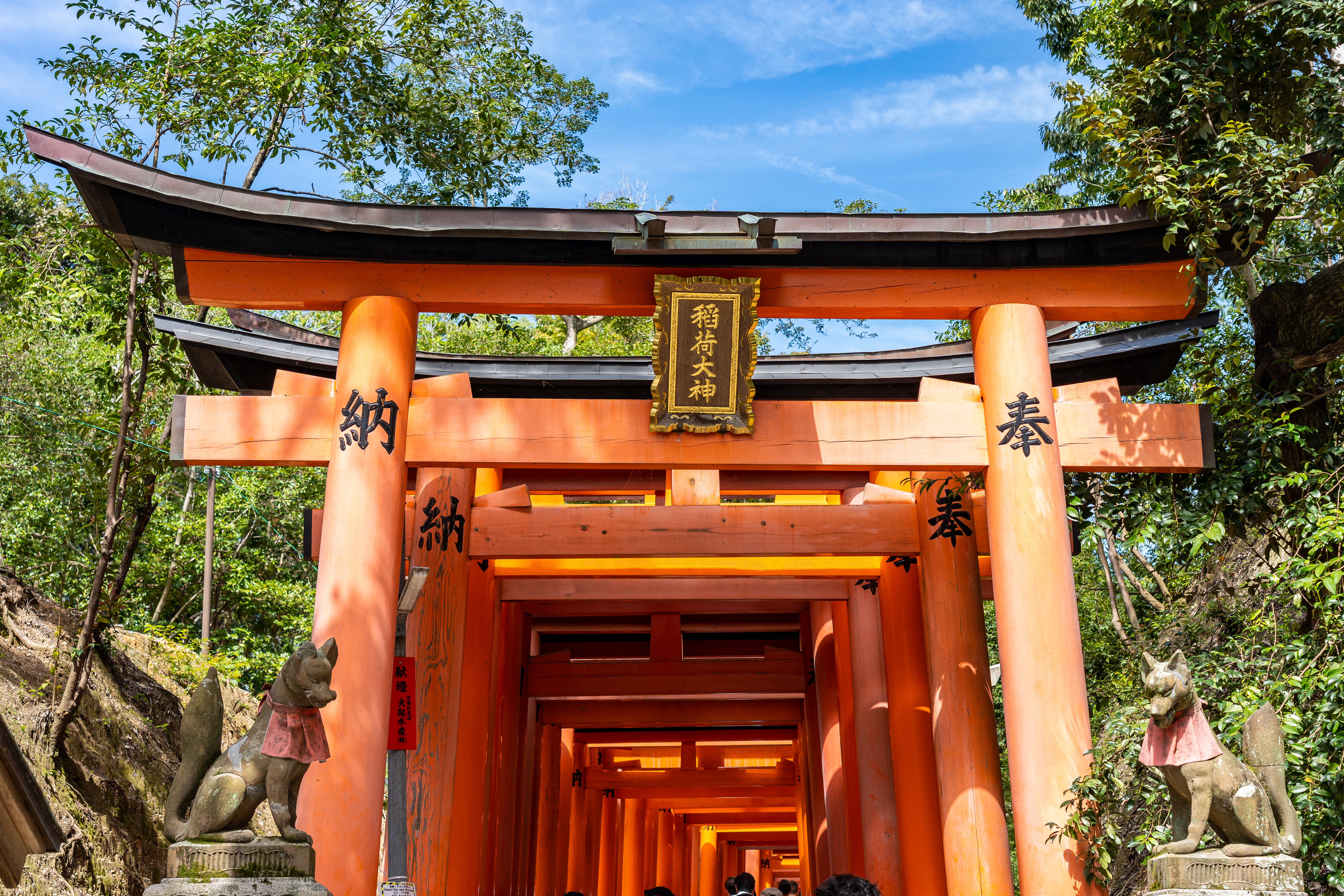
Аркады из торий в святилище Фусими-Инари

В некоторых святилищах может быть несколько торий, в таком случае первые и крупнейшие тории, отмечающие границу сакрального пространства, называются ити-но-тории («первые тории»), следующие указывают на возрастание святости территории по мере приближения к хондэну. Некоторым храмам принято приносить в дар тории, в таком случае их ставят одни за другими, образовывая аркаду; примером этого служит Фусими-Инари-тайся с аркадами из тысячи торий.
Кроме отдельно стоящих, существуют тории, являющиеся частью забора тамагаки, окружающего хондэн. Если от торий в обе стороны расходится забор, их называют тории-мон (ворота-тории).
Поднимающиеся из воды тории храма Ицукусима, через которые должны были проплыть паломники перед тем, как ступить на священную землю этого острова, широко известны и являются одним из «трёх знаменитых пейзажей Японии».
При посещении храма принято кланяться ториям, проявляя уважение к божествам. По завершении визита верующие, проходя через тории, оборачиваются в сторону хондэна и вновь кланяются. Некоторые не считают поклон обязательным, другие кланяются перед каждыми ториями храма.

## Происхождение и история
В настоящее время не существует общепризнанной теории происхождения торий.
По одной из теорий, они произошли от индийских ритуальных ворот торана, обычно возводимых с четырёх сторон света на пути к ступе или захоронению. Вместе с буддизмом эта архитектурная форма распространилась из Индии по Восточной Азии, а позже попала в Японию через Китай или Корею.
Примеры подобных ворот в соседних странах включают в себя хонсальмун (кор. 홍살문) в Корее и пайлоу в Китае. Хонсальмун — корейские деревянные ритуальные ворота, устанавливавшиеся на входе в совон, хянгё (кор. 향교) или на кладбище. Самые известные хонсальмун стоят перед царскими захоронениями династии Чосон в Сеуле. Как и тории, хонсальмун стоят отдельно и не являются частью ограды, а скорее отмечают начало священной земли. Подобно ториям, они состоят из двух столбов и двух перекладин, но у хонсальмун на верхней расположены многочисленные деревянные «стрелы». Дополнительным отличием от торий является то, что столбы проходят сквозь перекладины и заканчиваются выше.
Китайские пайлоу являются триумфальными воротами из камня или дерева, покрытыми сложным орнаментом и устанавливавшимися в честь героев или правителей. Так как в старинных японских текстах слово пайлоу записывалось так же, как и тории, японские учёные прошлого выдвигали предположения об их китайском происхождении.

Аналоги торий в других странах
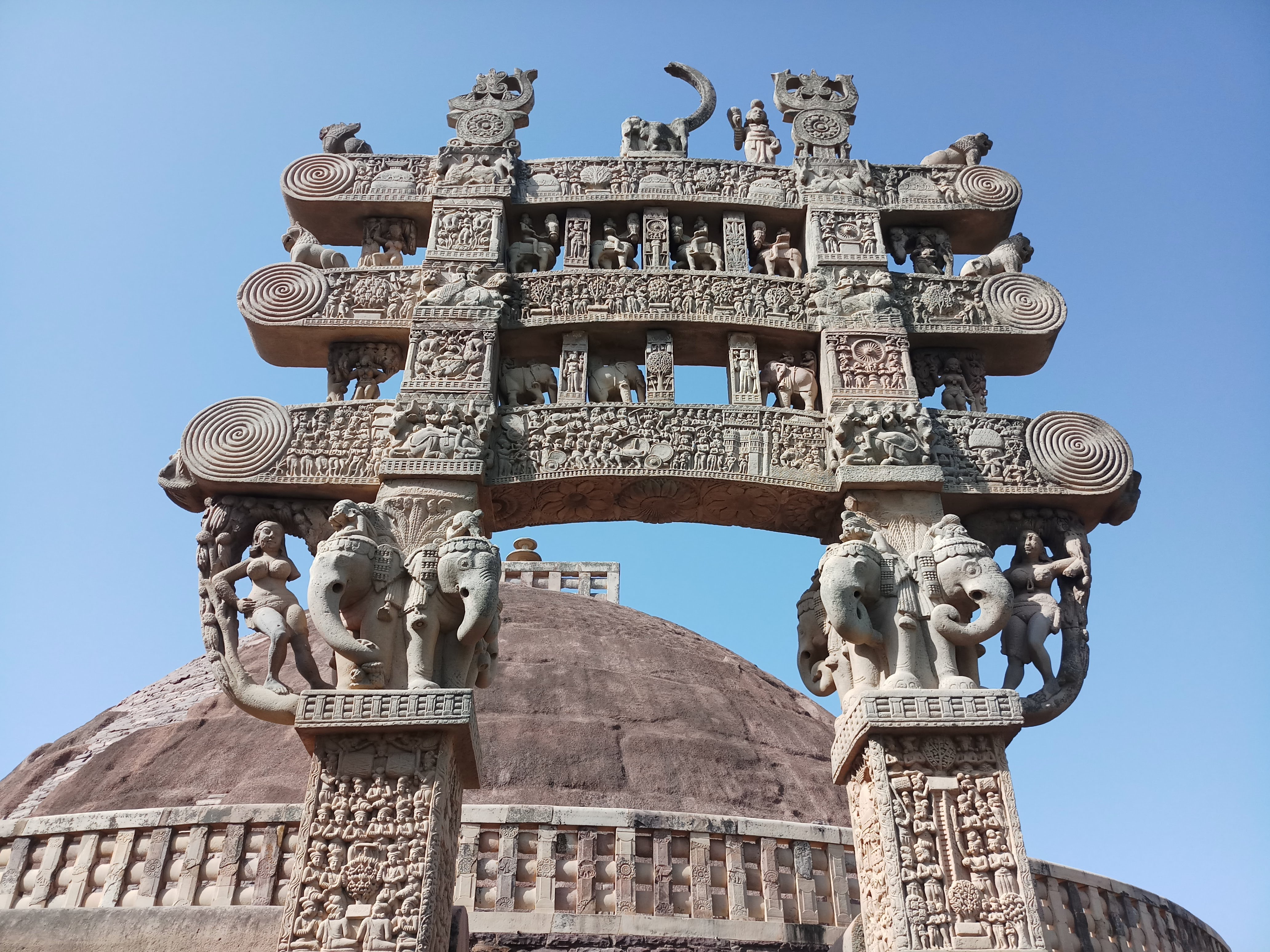
Индийские торана
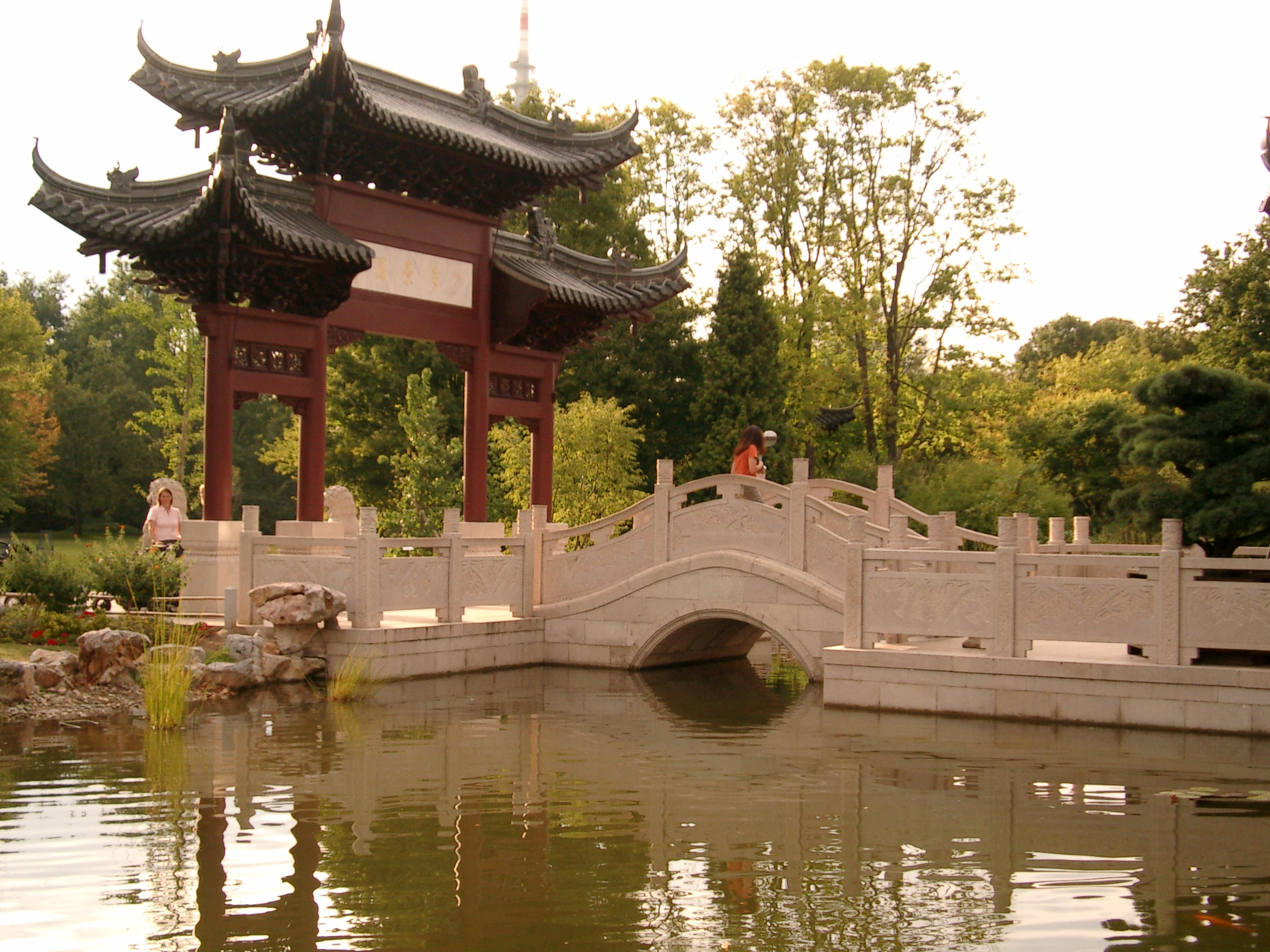
Китайские пайлоу
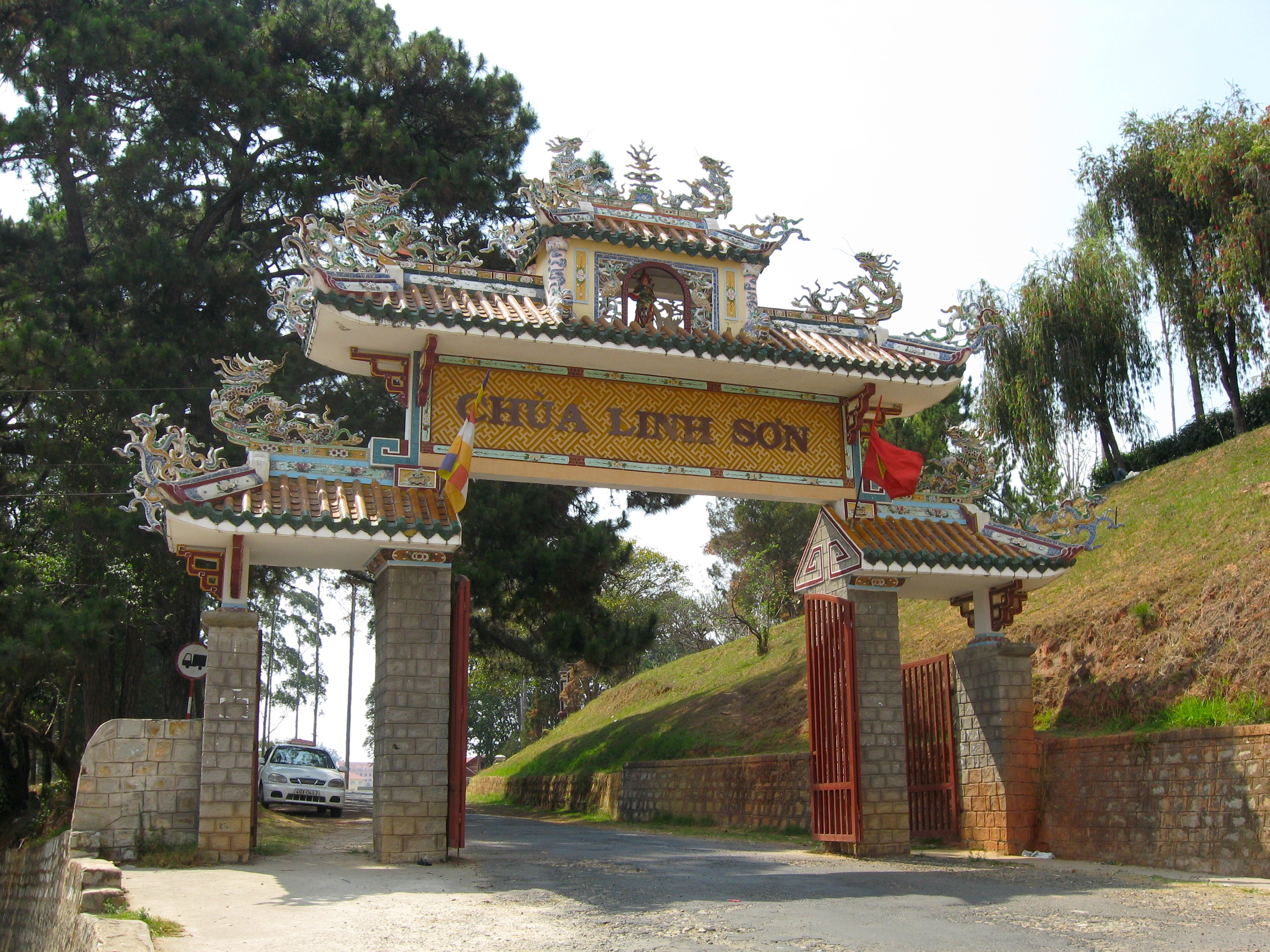
Вьетнамские там-куаны
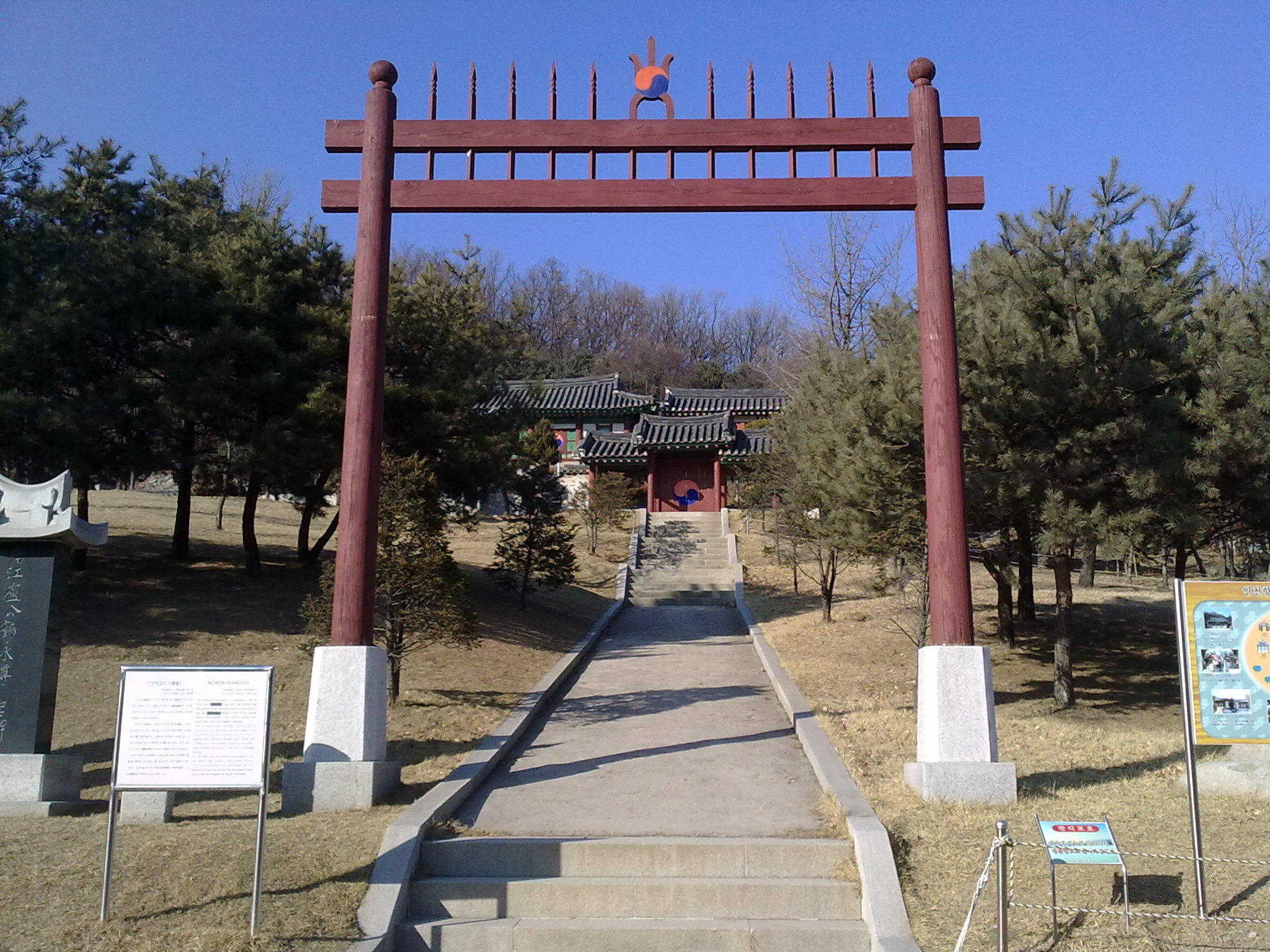
Корейские хонсальмун

Тории могли появиться в Японии в результате эволюции простейших культовых площадок. В старину постоянных храмов не существовало — вначале при проведении религиозных праздников по углам священного участка ставили столбы, между которыми натягивалась верёвка. Позже на входе для жреца стали ставить два столба повыше, тоже соединённые верёвкой. В конце концов верёвку сменили деревянные перекладины, и тории приобрели вид современных симмэй-торий. Косвенным подтверждением этой теории служат и обычай вешать на тории верёвку симэнава, и существующий поныне стиль тюрэн (см. ниже), в котором два столба соединяет лишь симэнава.
Также в поддержку автохтонной гипотезы говорит то, что в Японии (как и в Корее) столбы могли символизировать божество, в современном японском хасира (яп. 柱, столб) является счётным суффиксом для богов.
В своём труде «Происхождение торий» (нем. Der Ursprung des Torii) 1942 года немецкие учёные О. Каров и Д. Зекель предположили, что тории — максимально упрощённый каркас японского дома. По их версии, перекладина торий произошла от конькового бруса заброшенного дома, ставшего памятником жившим в нём людям. Следовательно, тории изначально были связаны с культом мёртвых.

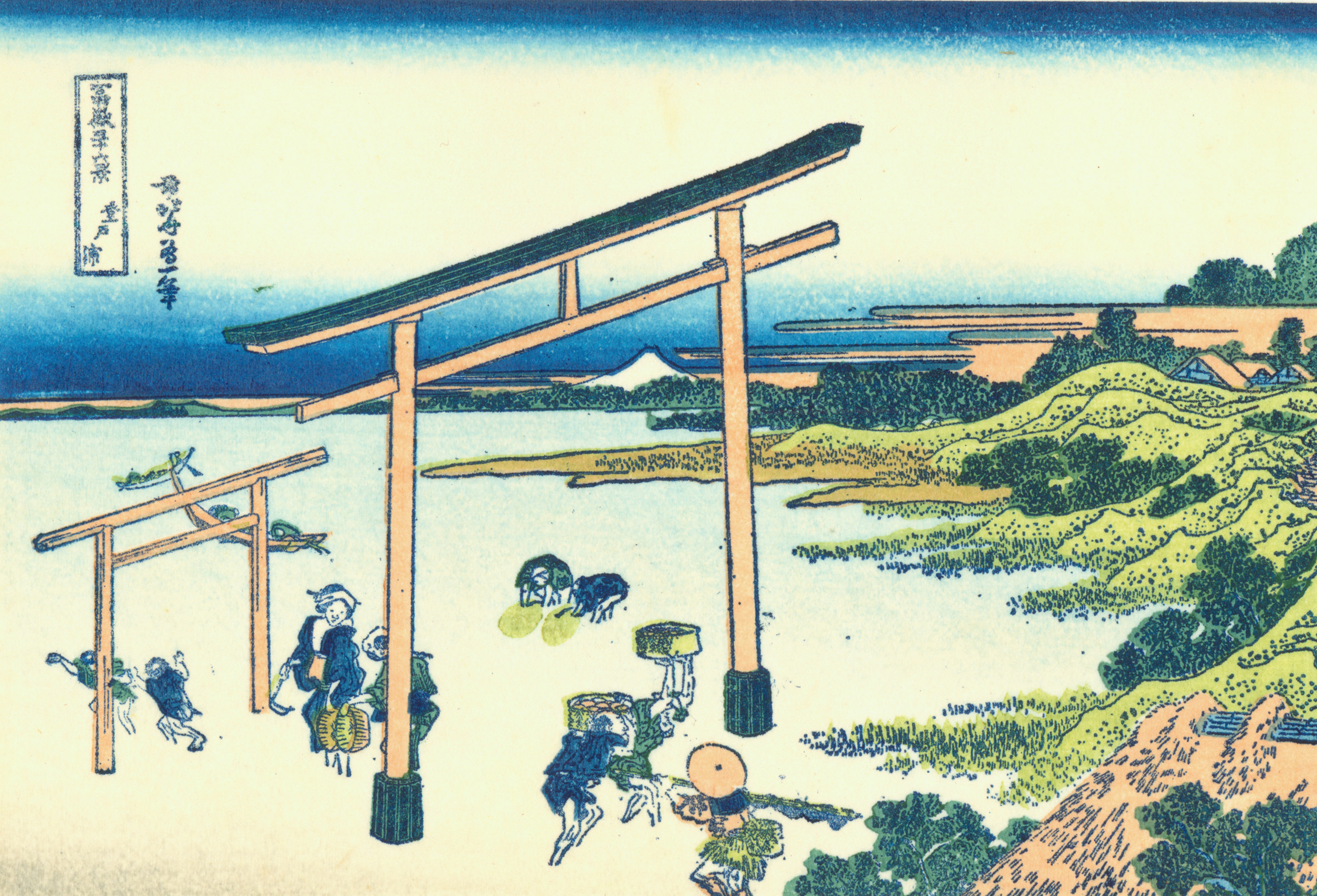
Тории на картине Хокусая

Кроме того, Каров и Зекель, как и японский исследователь Оригути Синобу, усматривали связь торий с птицами. В древних японских источниках неоднократно упоминается связь птиц со смертью, например, летописи Кодзики и Нихон-сёки рассказывают, что принц Ямато Такэру обратился после смерти в белую птицу и указал место для захоронения. По этой причине место его захоронения называется «могила белой птицы» («сиратори мисасаги»). Эту связь подтверждают и другие упоминания в классической литературе. У могил многих важных лиц в старину вход отмечали два столба, хотя доподлинно неизвестно, были ли они соединены между собой или служили насестами для птиц. В данном контексте предполагается связь торий с корейскими соттэ (кор. 솟대) — деревянными столбами с фигурами птиц наверху. Соттэ ставили у входа в деревню, они должны были защищать от злых сил, а также служили подобием тотема. В древнекитайских источниках упоминается, что корейцы связывали птиц с похоронными ритуалами; это подтверждают археологические исследования. Связь птиц со смертью прослеживается во многих шаманских культурах Китая, Монголии и Кореи. При этом не существует археологических находок или изображений, связывающих с птицами японские тории.
Другая теория связывает происхождение торий с легендой об Аматэрасу. В одной из версий легенды рассказывается, что когда Аматэрасу скрылась в пещере Ама-но Ивато, боги поставили перед пещерой насест, на который сел петух, своим криком выманивший богиню наружу. В память об этом событии японцы стали устанавливать тории.
Первые достоверные упоминания торий найдены в «Описи храма Оотори-дзиндзя в Идзуми» (яп. 和泉国大鳥神社流記帳 Идзуми но куни Оотори-дзиндзя рикитё:, 922 год). Считается, что они были достаточно распространены к середине эпохи Хэйан. Древнейшие сохранившиеся каменные тории находятся в Хатиман-дзиндзя в Ямагате (XII век); деревянные — в Кубохатиман-дзиндзя в Яманаси (1535 год). Некоторые тории делали из дерева, но покрывали медным листом, старейшие тории такого рода расположены в храме Кимпусэн-дзи в Наре (1455—1457).

## Конструкция

Конструкция и элементы торий

Тории состоят из двух вертикальных столбов, сверху соединённых балкой касаги (яп. 笠木 зонтичная), ниже неё сквозь столбы проходит горизонтальная перекладина нуки (яп. 貫 пронзающая). К касаги может прилегать вспомогательная балка симаки (яп. 島木). У некоторых видов торий между симаки и нуки расположена небольшая табличка гакудзука (яп. 額束), на которой пишется название святилища, а для закрепления нуки в столбы забиты клинья кусаби (яп. 楔).
С XVII века расстояние между нуки и верхними балками приблизительно равно толщине вертикальных столбов; диаметр столбов равен 1/10 расстояния между ними; линии, образованные срезом верхних балок, должны соединять их с основаниями столбов.
Первоначально тории возводились из дерева и камня, позже стали использовать медь, железо, глину. В настоящее время широко распространены железобетонные тории. Чаще всего тории не декорированы или имеют минималистичный декор; в результате буддистского влияния многие окрашены в ярко-красный цвет (реже белый), некоторые элементы могут быть чёрного цвета.

## Стили
Несмотря на простоту конструкции, существует множество типов торий. Их можно разделить на две большие группы. Симмэй-тории имеют простые столбы и прямые перекладины. Мёдзин-тории, более распространённые, имеют изогнутую верхнюю перекладину, нижняя проходит сквозь столбы. Кроме того, эти термины могут обозначать и определённые стили торий.

### Группа симмэй-тории

Тюрэн-тории
Симмэй-тории
Исэ-тории
Касуга-тории
Хатиман-тории

- Тюрэн-тории (яп. 注連鳥居, также симэ-тории) состоят из двух столбов, соединённых верёвкой симэнава. Неясно, можно ли считать данную конструкцию ториями[10][3][20].
- Симмэй-тории (яп. 神明鳥居) — самый простой стиль, часто встречается в святилищах, связанных с храмом Исэ (связан со стилем симмэй-дзукури). Все брёвна круглые, нижняя перекладина не выходит за пределы столбов. При этом в самом храме Исэ представлена особая разновидность — Исэ-тории. Они имеют касаги пятигранного сечения с утолщением на концах, создающим впечатление лёгкого изгиба; столбы наклонены внутрь. Симмэй-тории особенно часто использовались в эпоху государственного синто в XIX—XX веках. Тории, для столбов которых использовались брёвна с корой, называются куроки-тории[8][19][3][21][22][11][23].
- Касуга-тории (яп. 春日鳥居) — подвид симмэй-торий, в котором нижняя перекладина проходит сквозь столбы и зафиксирована клиньями кусаби. Имеет касима и гакадзука. Эти тории можно увидеть в Касуга тайся[24].
- Хатиман-тории (яп. 八幡鳥居) — идентичны касуга-ториям, кроме концов верхних перекладин, обрезанных под углом, и нуки квадратного сечения. Распространены в святилищах, посвящённых Хатиману (также см. хатиман-дзукури)[25].

### Группа мёдзин-тории

Мёдзин-тории
Дайва-тории или Инари-тории
Рёбу-тории
Санно-тории
Мива-тории

- Мёдзин-тории (яп. 明神鳥居) — самый распространённый стиль, для которого характерны изогнутые вверх балки касаги и симаки, их концы косо обрезаны. Нуки квадратного сечения выходит за столбы примерно на 1/5 своей длины и крепится к ним клиньями с обеих сторон. Столбы немного наклонены внутрь и стоят на выпуклом или квадратном каменном основании. Между нуки и верхними балками вставлена распорка, на которой обычно написано название храма (гакадзука). Деревянные мёдзин-тории обычно имеют небольшой навес над верхней балкой. Появились в IX веке. Известные тории в этом стиле расположены в Хатиман-дзиндзя в Ямагате и Ясака-дзиндзя в Киото[26][8][19][3][11].
- Инари-тории (яп. 稲荷鳥居) характерны для святилищ Инари (например, Фусими-Инари-дзиндзя), имеют закруглённое основание и круглый элемент дайва (яп. 台輪 большое кольцо) на конце столбов. Деревянные инари-тории обычно красят киноварью[27].
- Рёбу-тории (яп. 両部鳥居, также ёцуаси-тории, гонгэн-тории или тигобасира-тории) — сложные тории, имеющие пару вспомогательных столбиков (хикаэбасира 控柱 или кобасира 小柱) с обеих сторон каждого столба, их соединяют с главным столбом горизонтальные балки хикаэнуки (яп. 控貫). Как и у инари-торий, наверху каждого столба расположен элемент дайва. В рёбу-ториях заметно влияние эзотерического буддизма, их возводили в храмах, где практиковался синто-буддийский синкретизм. Самые известные подобные тории расположены в Ицукусима-дзиндзя[28][3].
- Санно-тории (яп. 山王鳥居, также Хиэ-тории, сого-тории, хафу-тории или гассё-тории) имеют наверху подобие щипца из трёх элементов, опирающихся на касаги. Эти элементы символизируют горное божество. Название санно: состоит из двух иероглифов ( (яп. 山 сан, гора) и  (яп. 王 о:, царь)), которые можно увидеть, если посмотреть на тории сверху и сбоку. Такие тории стоят в Хиёси-тайся[29][3].
- Мива-тории (яп. 三輪鳥居, также мицу-тории или санко-тории) — тройные тории. Центральная часть выглядит как мёдзин-тории, но с прямыми столбами. С каждой стороны от них расположены ворота поменьше (ваки-тории 脇鳥居). Примером служат тории Омива-дзиндзя в Наре[30][3].

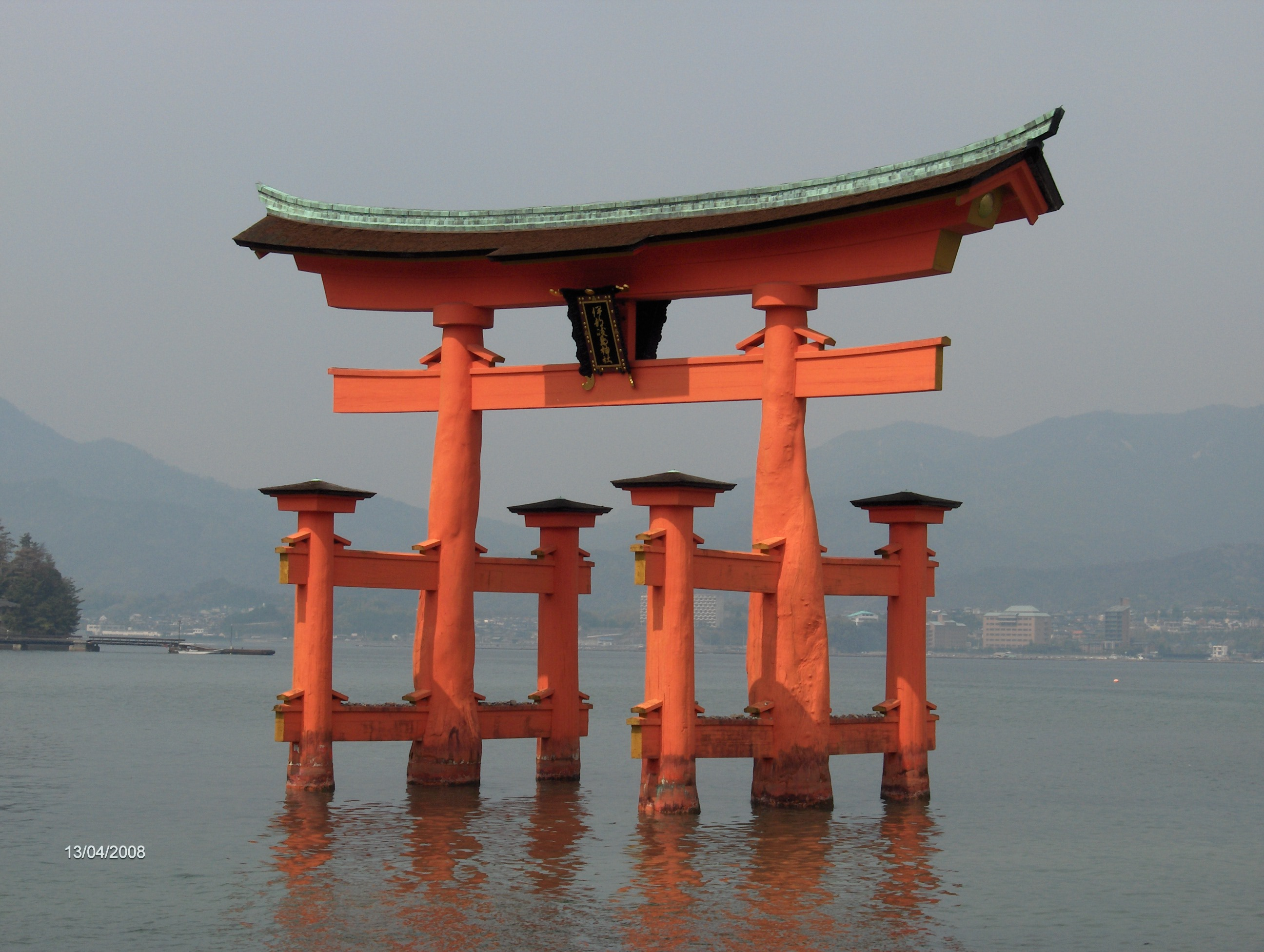
Тории храма Ицукусима
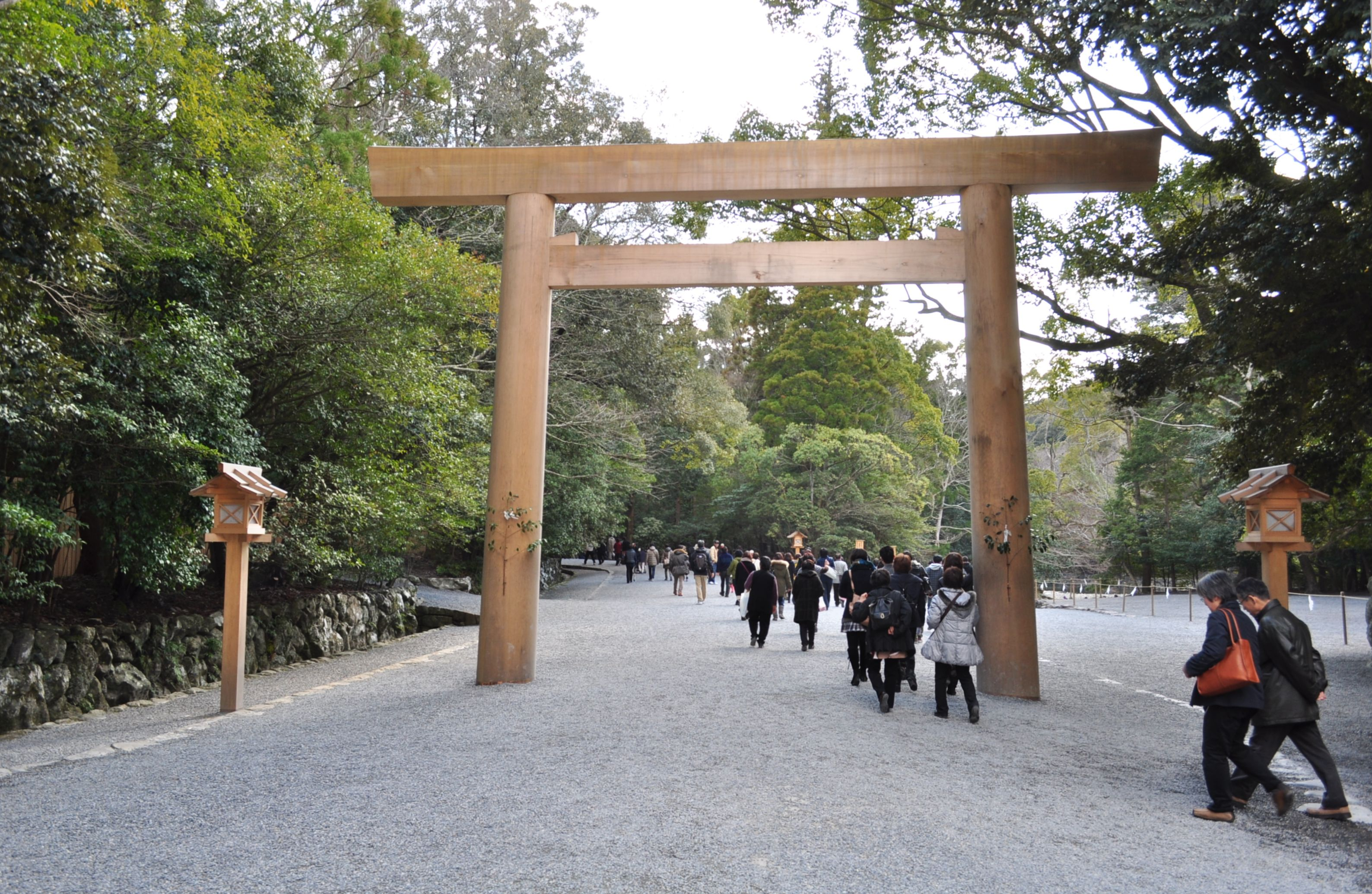
Тории в Исэ-дзингу
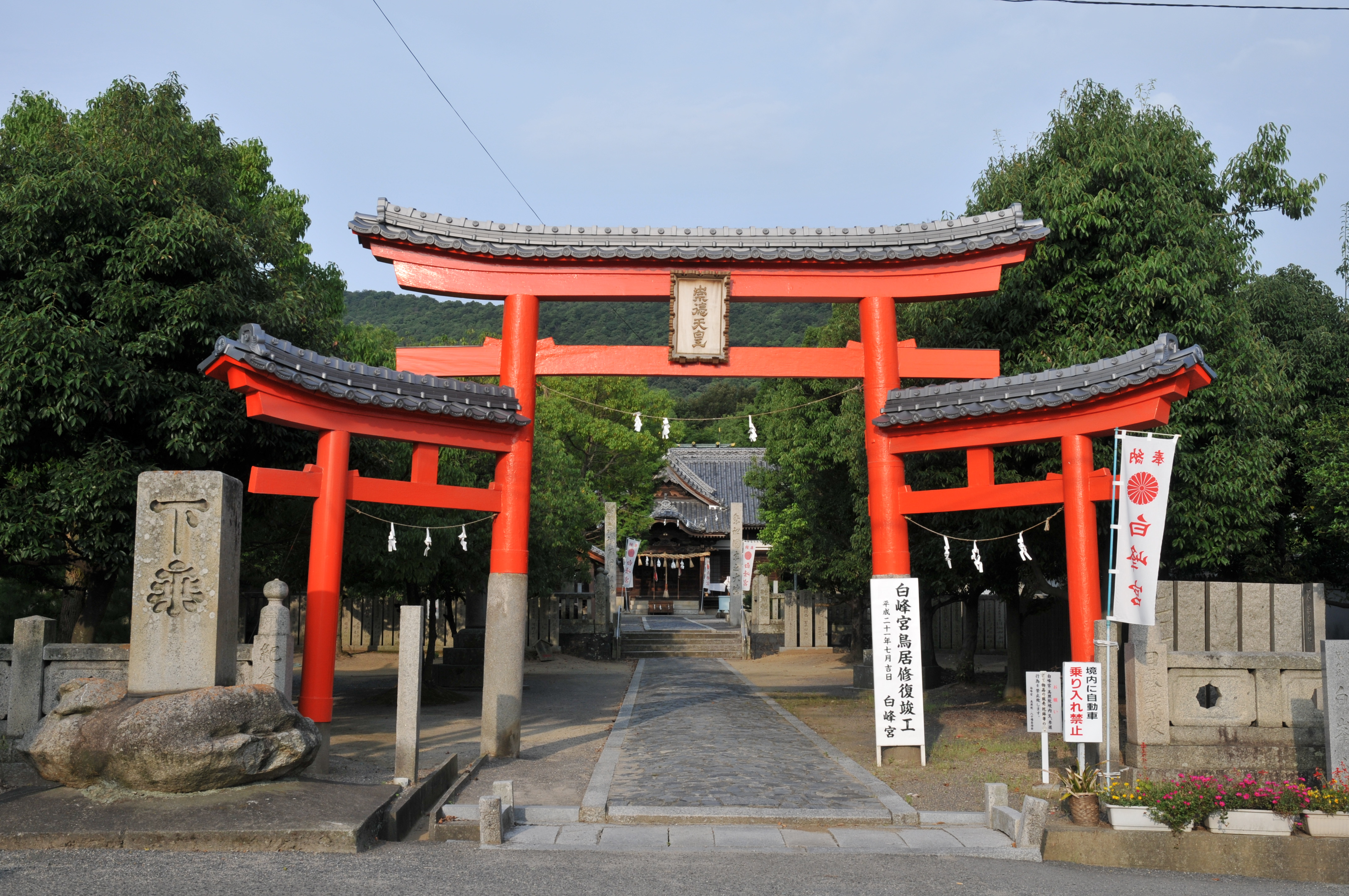
Мива-тории
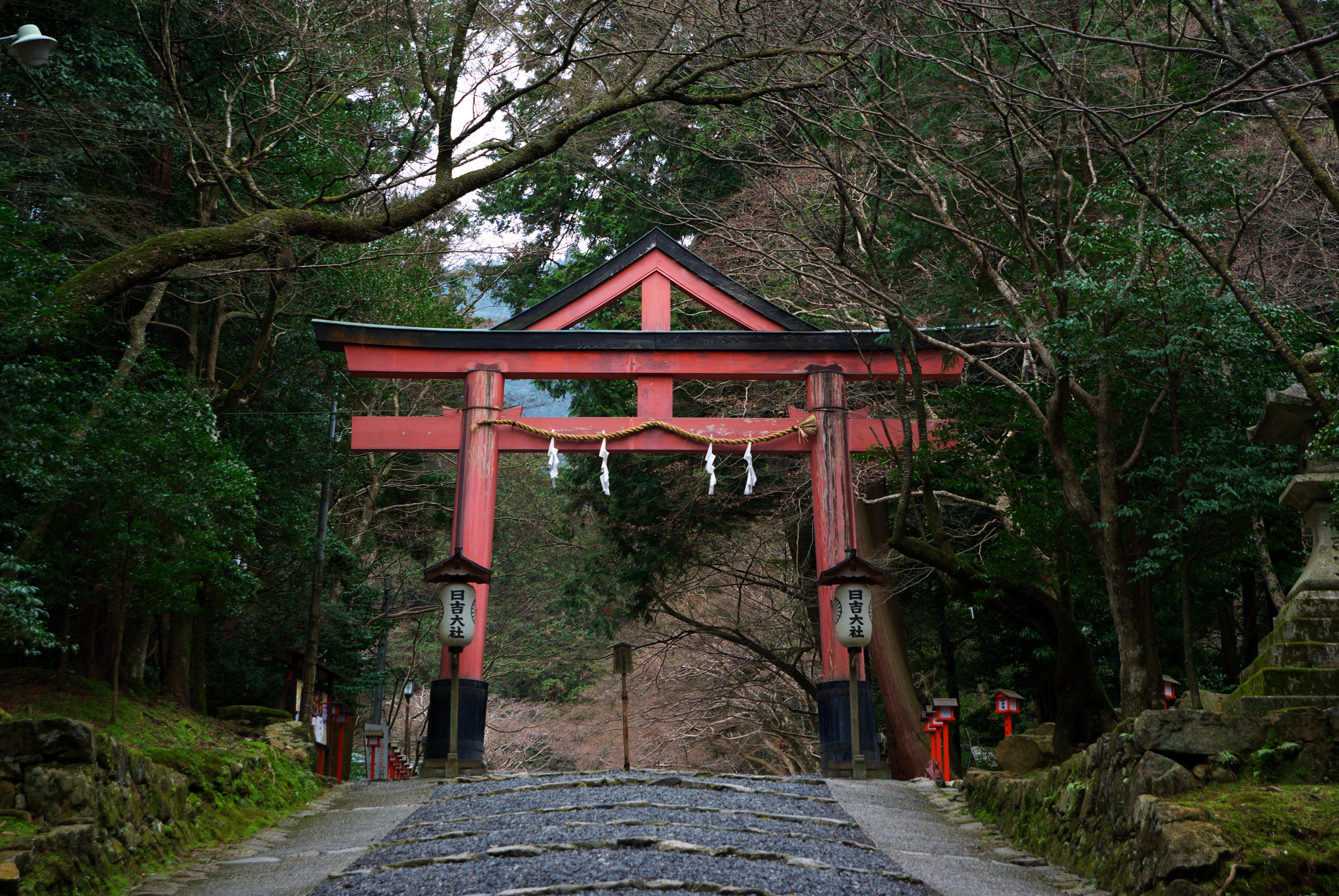
Санно-тории в Хиёси-тайся
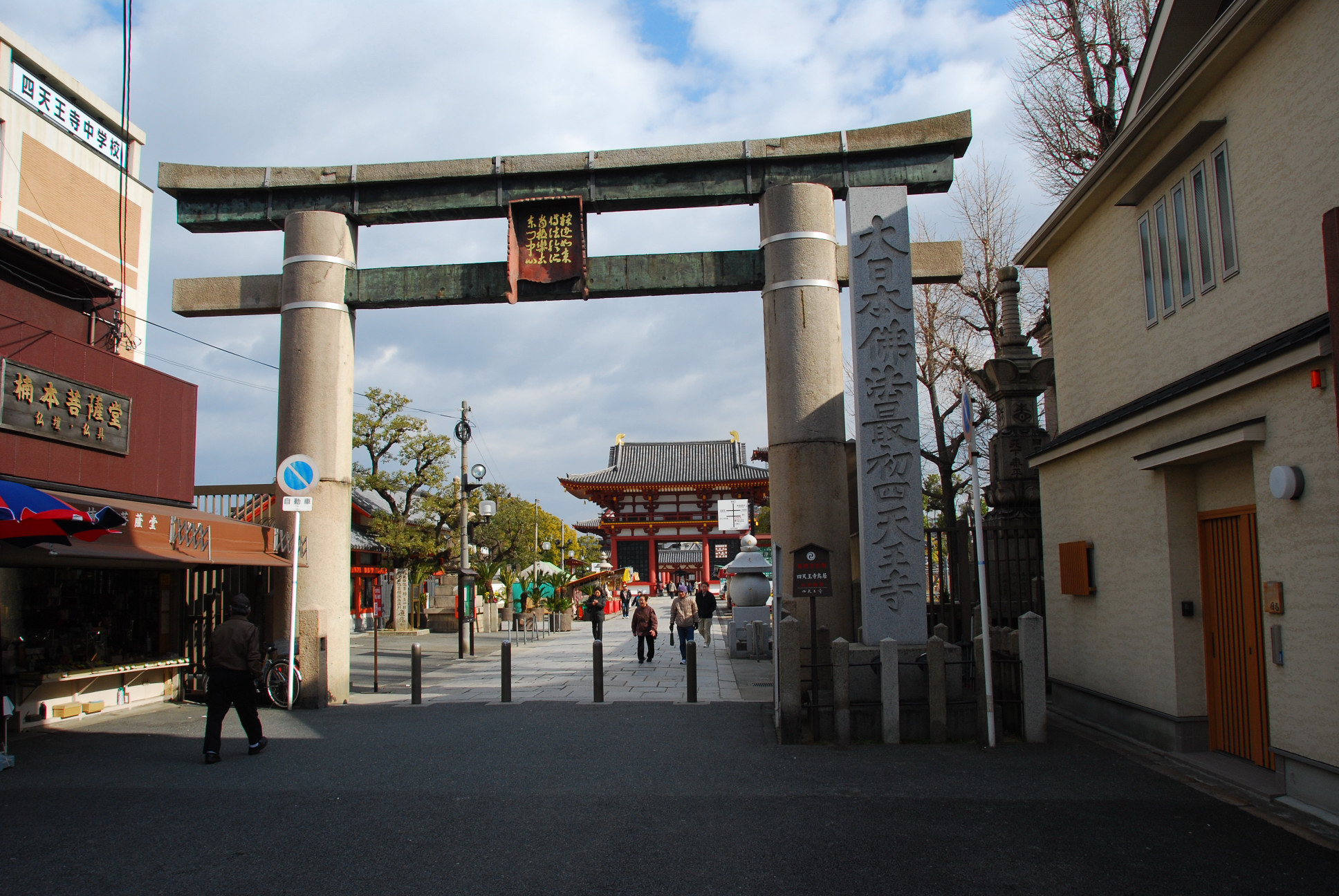
Каменные тории в Ситэнно-дзи, Осака
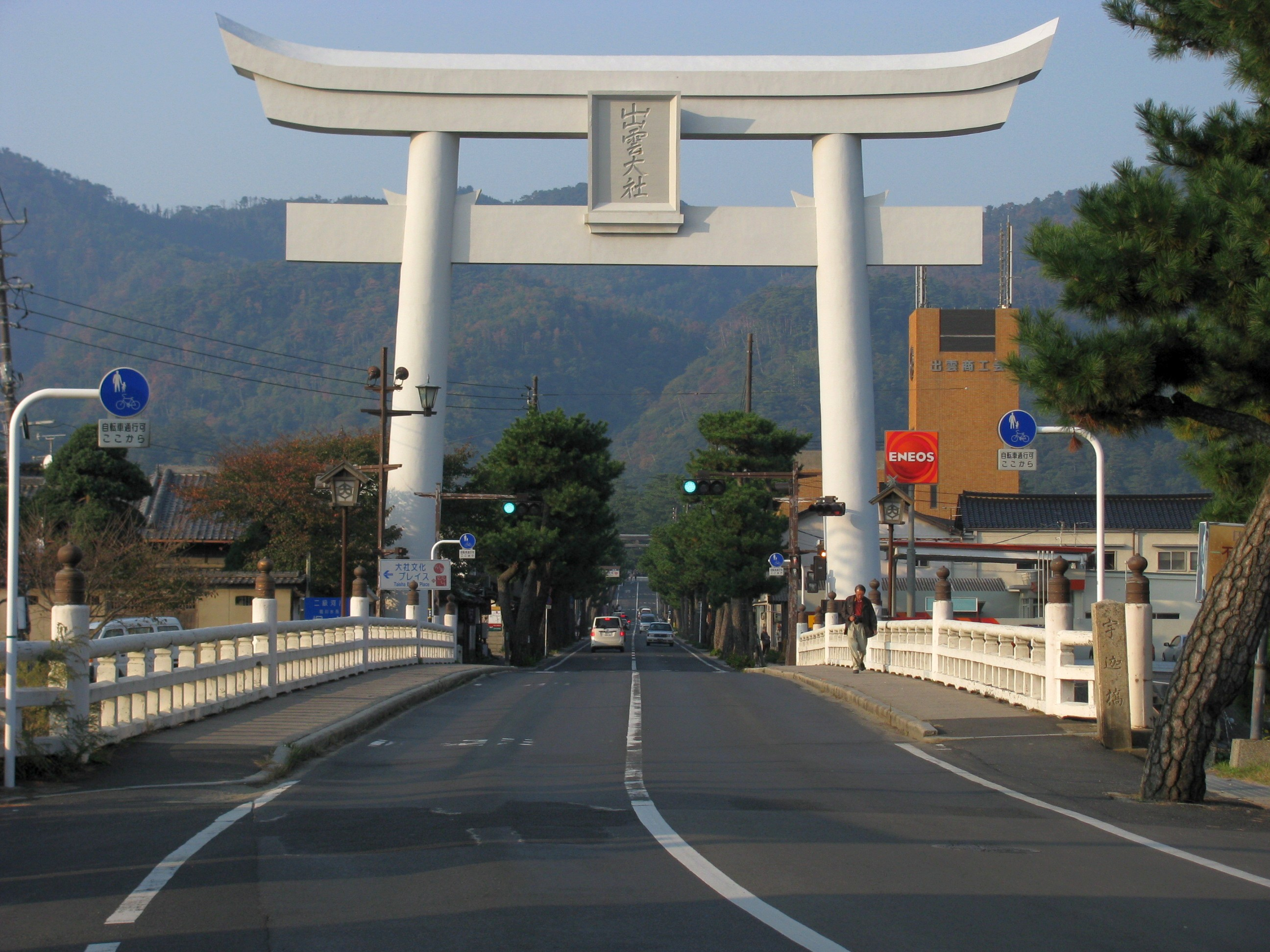
Первые тории Идзумо-тайся
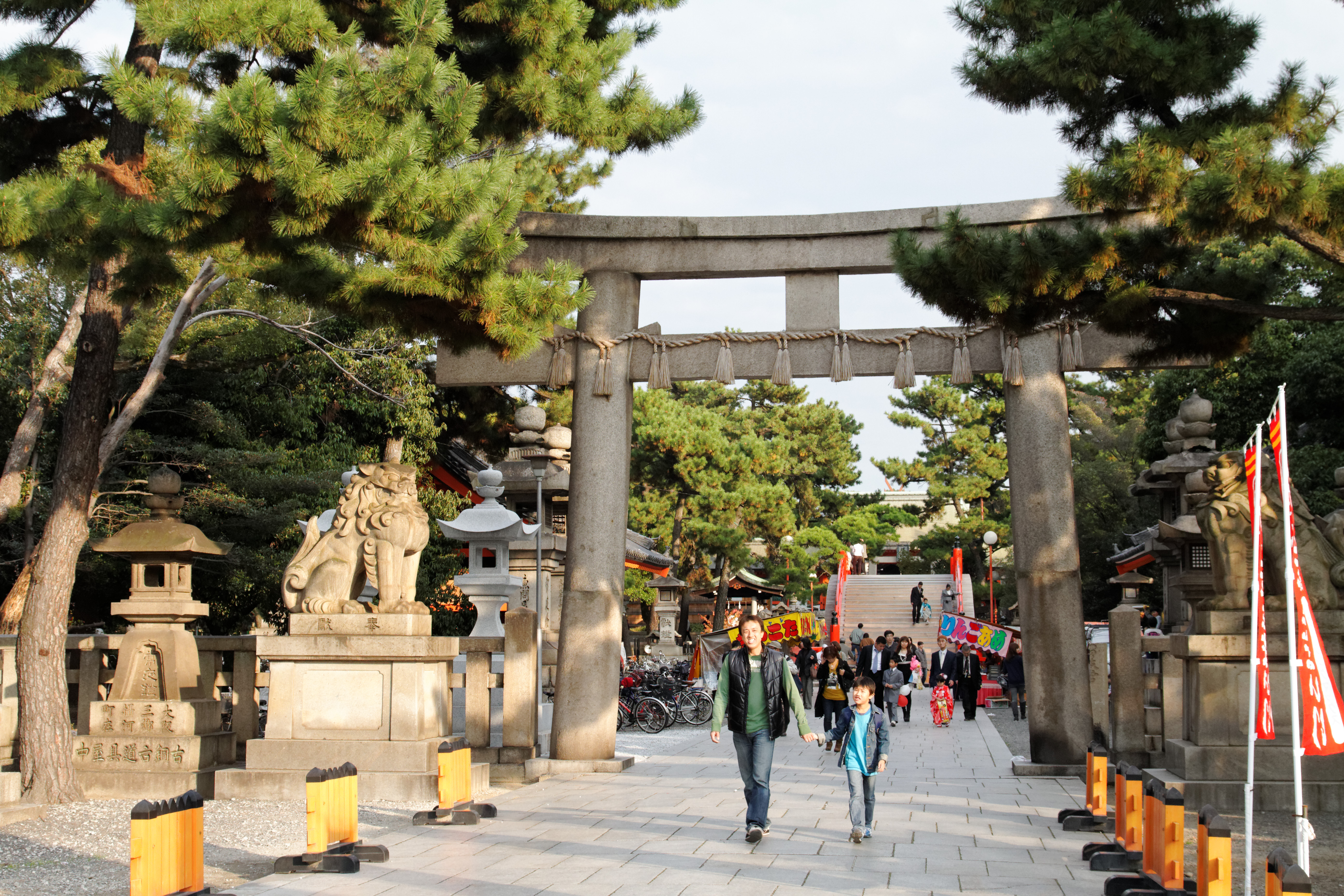
Тории в Сумиёси-тайся

Также существуют несколько уникальных торий группы мёдзин, названных в честь храма, где они расположены. Это Ситэнно-дзи-исидории (яп. 四天王寺石鳥居), Уса-тории (яп. 宇佐鳥居) и Хакодзаки-тории (яп. 筥崎鳥居).
На Тайване в период японского правления возводились ворота, объединяющие в себе черты торий и пайлоу. Примером могут служить ворота в храме Кэнко в Тайпее, посвящённом погибшим японцам.